# Nathalie Odent
Pour les articles homonymes, voir Odent.
Nathalie Odent, née le 17 novembre 1960 à Paris, est une journaliste française de presse écrite, morte dans l'exercice de sa profession le 14 janvier 1986 à Rharous au Mali,.

## Biographie
Nathalie Simone Paule Odent naît le 17 novembre 1960 à Paris. Durant sa brève carrière professionnelle, Nathalie Odent, dont le prénom est parfois orthographié « Nathaly », travaille comme journaliste pour les magazines d'informations hebdomadaires Le Journal du dimanche et VSD pour lesquels elle couvre son premier rallye Paris-Dakar en janvier 1986.

### Mort
Nathalie Odent meurt à l'âge de vingt-cinq ans dans l'accident d'hélicoptère qui se produit lors de l'édition 1986 du rallye Paris-Dakar ; accident qui coûte aussi la vie au pilote de l'hélicoptère François-Xavier Bagnoud, à l'organisateur du rallye Thierry Sabine, au chanteur Daniel Balavoine et au technicien radio de la station RTL Jean-Paul Le Fur. Couvrant le rallye pour Le Journal du dimanche en compagnie de son confrère Patrick Poivre d'Arvor, elle est la dernière à monter à bord de l'hélicoptère à 18 h 10 lorsque Poivre d'Arvor se désiste pour prendre un avion en provenance de Bamako alors que la nuit tombe et que le fort vent de sable souffle toujours. Les conditions de visibilité se dégradant, le pilote François-Xavier Bagnoud, ne pouvant plus progresser en toute sécurité, décide de poser l'hélicoptère à 19 heures, vingt-deux kilomètres avant son point d'arrivée. Pour une raison inexpliquée, l'appareil, non équipé pour le vol aux instruments, redécolle et reprend sa route, le pilote faisant le choix de voler à vue en rase-motte, avec pour uniques repères visuels les phares et feux arrière de la voiture numéro 347 d'un concurrent, l'équipage Belvèze et Giraud embarqué à bord d'un Mitsubishi Pajero, se dirigeant vers l'arrivée. Quelques minutes plus tard, lorsque le Pajero monte un légère déclivité, le pilote aux commandes de l'hélicoptère ne réalise pas que la voiture change de trajectoire et ne modifie donc pas la sienne en conséquence. L'hélicoptère heurte le sol et se désintègre sans prendre feu à 19 h 20, huit kilomètres avant sa destination, tuant tous ses occupants sur le coup,.
Nathalie Odent est inhumée dans le cimetière de la commune de Bresles dans le département de l'Oise.